# Euchorthippus flexucarinatus
Euchorthippus flexucarinatus är en insektsart som beskrevs av Bi, D. och Wei Ying Hsia 1987. Euchorthippus flexucarinatus ingår i släktet Euchorthippus och familjen gräshoppor. Inga underarter finns listade i Catalogue of Life.